# Christina Noble (film)
Pour les articles homonymes, voir Christina Noble et Noble (homonymie).
Pour plus de détails, voir Fiche technique et Distribution.
Christina Noble est un film irlandais écrit et réalisé par Stephen Bradley (en) en 2014, présentant l'histoire vraie de Christina Noble, une militante engagée auprès des enfants défavorisés au Viêt Nam et au Cambodge, qui a fondé l'ONG Christina Noble Children's Foundation (en) en 1989. Les acteurs principaux sont Deirdre O'Kane (en), Sarah Greene, Brendan Coyle, Mark Huberman (en) et Ruth Negga.

## Synopsis
En 1989, Christina Noble arrive à Hô Chi Minh Ville, au Vietnam, pays que peu de temps auparavant, elle n'aurait pu situer sur une carte. Avec peu d'argent, beaucoup de courage et à la suite d'une intuition elle s'est embarquée dans ce qui va changer sa vie, ainsi que celle de beaucoup d'autres. Elle rencontre deux orphelines, qui lui rappelèrent sa propre enfance. Elle s'engage auprès des enfants livrés à eux-mêmes, car elle est persuadée qu'une personne peut faire toute la différence.

## Fiche technique
- Réalisation : Stephen Bradley
- Scénario : Stephen Bradley
- Photographie : Trevor Forrest
- Musique : Ben Foster et Giles Martin
- Montage : Mags Arnold
- Production : Melanie Gore-Grimes, Stephen Bradley
- Société de production : Destiny Films
- Sociétés de distribution : SAJE Distribution (France)
- Langue : anglais, vietnamien
- Genre : drame, film biographique
- Durée : 100 minutes

## Distribution
- Deirdre O'Kane (en) (VF : Claire Guyot) : Christina Noble
- Sarah Greene (VF : Marion Huguenin) : Christina jeune adulte
- Brendan Coyle (VF : Pascal Casanova) : Gerry Shaw
- Liam Cunningham (VF : Jean-Louis Faure) : Thomas
- Ruth Negga : Joan
- Pauline McLynn (VF : Patricia Legrand) : La mère supérieure
- Eva Birthistle (VF : Anneliese Fromont) : Sœur Laura
- Mark Huberman (en) (VF : Serge Faliu) : David Somers
- Nhu Quynh Nguyen Linh (VF : Véronique Augereau) : Madame Linh
- Kinh Quoc : Trung
- Le Ngoc Tu'o'ng : Phan, le réceptionniste de l'hôtel
- Lu'o Ng My (VF : Colette Marie) : My An
- Dat Khou Nguyen Tien (VF : Mathis Henrotte) : Lam
- Gloria Cramer Curtis (VF : Thelma Du Pac) : Christina enfant
- Lauren Malone : Kathy
- Harry Whelehan : Andrew
- Charlie Whelehan : Johnny
- Derbhle Crotty : Annie
- Harry Plummer : Michael
- Camille Byrne : Philomena
- Christine Dalby : Mrs. Kelly
- Paul Hickey : Le père O'Leary
- Mark Blundell : Monsieur Spoons
- Andrew Bennett : Dicky Clark
- Frank Laverty : Garda
- Jonathan White : Le juge
- Pauline Jefferson : Sœur Assumpta
- Aisli Moran (VF : Mathis Henrotte) : Mildred
- Rachael Kearney : Sœur Agnes (créditée Rachel Kearney)

Sources et légende : Version française (VF) sur RS Doublage et selon le carton de doublage.

## Production
Le tournage a débuté en janvier 2013 au Vietnam et s'est terminé au Royaume-Uni.
La post-production a été faite à Londres.

## Accueil

### Sortie
La première de Christina Noble a eu lieu le 31 janvier 2014 au Festival international du film de Santa Barbara.
- Dates de sortie[4] :
  -  Irlande : 19 septembre 2014[5]
  -  États-Unis : 8 mai 2015
  -  France : 20 mai 2015

### Accueil critique
Le film recueille 82 % de critiques positives, avec une note moyenne de 6,5/10 et sur la base de 34 critiques collectées, sur le site internet Rotten Tomatoes. Sur Metacritic, il obtient un score de 63/100 sur la base de 8 critiques collectées.
En France, le site Allociné propose une note moyenne de 2,8⁄5 à partir de l'interprétation de critiques provenant de 13 titres de presse.

### Box-office
Le film réalise 39 788 entrées en France et 25 703 au Royaume-Uni.

## Distinctions
| Année | Organisme                                       | Prix                                           | Résultat | Réf    |
| ----- | ----------------------------------------------- | ---------------------------------------------- | -------- | ------ |
| 2014  | Festival du film irlandais de Boston            | Best Feature                                   | Lauréat  | [ 5 ]  |
| 2014  | Festival international du film de Dallas (en)   | Prix du public                                 | Lauréat  | [ 10 ] |
| 2014  | Festival international du film de Newport       | Meilleur film étranger                         | Lauréat  | [ 11 ] |
| 2014  | Festival international du film de San Diego     | Meilleur film international                    | Lauréat  |        |
| 2014  | Festival international du film de Santa Barbara | Panavision Spirit Award for Independant Cinema | Lauréat  | [ 12 ] |